# The Continentals (Chor)
The Continentals ist die weltgrößte Gospel-Chor-Bewegung.
Diese sind auf jedem Kontinent aufgetreten und gastierten in über 80 Ländern. Bisher waren sie über 1500 Mal auf Tournee, gaben über 25.000 Konzerte und erreichten damit über zehn Millionen Besucher. Sie produzierten bis heute mehr als 100 verschiedene Alben in 25 Sprachen. In Europa arbeiten sie mit dem christl. Hilfswerk „World Vision“ zusammen.
Heute veranstalten jedes Jahr ca. 20 Gruppen 75 Tourneen durch die Vereinigten Staaten, Lateinamerika, Afrika, Europa, Japan und Korea.
In Europa und den USA sind die Künstler mittlerweile in vier Altersklassen unterteilt, von denen jede ein eigenes auf die jeweilige Zielgruppe der Besucher abgestimmtes Programm hat. Es gibt die Continental Kids (8–12 Jahre), die Young Continentals (13–16 Jahre), die Continental Singers (16–35 Jahre) und die Encore Continentals (21–55) Jahre.
Es gibt in fast allen europäischen Ländern so genannte Landeskoordinatoren und z. T. eigene nationale Gesangsgruppen. Heute werden von der niederländischen Zentrale jährlich mehr als 20 europäische Gruppen ausgebildet und in Zusammenarbeit mit den Landeskoordinatoren in alle europäischen Länder vermittelt.

## Continentals in Deutschland und weltweit
1963 begann der Gründer, Cam Floria, die Continentals mit einer christlichen Chorgruppe im Osten der USA.
1967 reisten sie zu einem Gesangswettbewerb in den Westen und gewannen ihn. Während der Reise entstand auch ihr Name, da sie unterwegs viele Konzerte gaben. Unterwegs brachten sie zeitgemäße christliche Musik in Kirchen und Gemeinden. Bald traten mehrere Gruppen in den USA und in Europa auf, so entstand Continental Ministries, die bis heute größte christliche Chormusikbewegung. Auf Einladung besuchten sie bald darauf die Niederlande und Deutschland.
1969–1970 wird durch Leen la Riviére ein niederländisches Konzertbüro für die Continentals (aus den USA) in Rotterdam eröffnet. Später gründete er den Chor „Diciples“, dieser wurde der Einstieg für die niederländische und später europäische Continentals-Arbeit.
1969 gaben die US-Continentals vor 7000 Besuchern auf der Berliner Waldbühne ihr Konzertdebüt in Deutschland.
1977 Inspiriert durch das Konzert in Berlin begann Gerhard Bachor mit der Konzertvermittlung der amerikanischen Continentals in Deutschland. Die ersten Auftritte fanden in Seeheim-Jugenheim und in Schaafheim/Odenw. statt. Nach ca. zwei Jahren ergab sich eine fruchtbare Zusammenarbeit mit der Konzertagentur „Continental Sound“ (NL), die bis heute andauert. In den ersten Jahren traten nur Continentals aus den USA in Deutschland auf und in der damaligen DDR fand sich bald ein geheimer Koordinator, Hartmut Stiegler, der für Auftritte in Ostdeutschland sorgte. Nach dem Mauerfall übernahm Gerhard Bachor die Koordination für ganz Deutschland.
1985 gründete Leen la Riviére die niederländische Konzertagentur „Continental Sound“ und die erste eigene Continentals-Gruppe wurde geboren: die „Internationalen Continentals“, mit jungen Leuten aus ganz Europa. Ab sofort wurden sie in den Niederlanden ausgebildet und tourten dann durch viele europäische Länder.
2002 gastierte die erste Continental Kids Gruppe durch Sachsen. Busfahrer, Equipment und das Programm kamen aus den Niederlanden. Tourbegleiter, Chorleiterin, Casting und Koordination wurden vom Verein Christian Artists - Continentals Deutschland e.V. (der von ehemaligen Continentals gegründet wurde) gestellt bzw. übernommen.
Einige Continentals Gruppen sind mit Band oder Orchesterbesetzung auf Tournee. Nach dem Casting und professionellem Training in den Niederlanden starten die europäischen Gruppen zu einer zwei- bis dreiwöchigen Tournee durch Europa. Das Besondere an den Gruppen ist, das keiner der Mitwirkenden eine Gage erhält. Sie bezahlen ein Teil der Kosten noch aus eigener Tasche.
2007 waren die Continentals erstmals in Afrika; in Kenia im Frühjahr und in Nigeria im Sommer. Ein besonderer Höhepunkt war die Entsendung von zwei Continental Worship Gruppen in den USA. Jeweils 4–6 sehr gute Sänger und 4–6 sehr gute Instrumentalisten bildeten eine neue Praise- und Worship-Band. Nach den großen Tourneen im Sommer stieg das große Jubiläumsfest der Continentals in Los Angeles zum 40. Jubiläumsjahr ihres Wirkens. Vom 17.–19. August 2007 im Anaheim Convention Center, Anaheim Kalifornien/USA kamen Gäste aus aller Welt und viele Ehemalige. Insgesamt gab es bis 2007 immerhin mehr als 60.000 ehemalige Continentals. Bekannte Künstler und Sprecher aus den USA gestalteten das Rahmenprogramm.

## Ehemalige Continentals
Die musikalische Karriere von Stars wie Amy Grant, Sandy Patty oder Cae Gauntt begann bei den Continentals. In Europa sind mehrere hundert Chöre durch die Arbeit der Continentals entstanden. Bis heute arbeiten die Continentals mit Songwritern und Interpreten wie Steven Curtis Chapman zusammen.

## Gruppen in Europa

### Ausbildung über das Europäische Büro in Rotterdam
4 englischsprachige Continentals-Gruppen
1 englisch-deutsches Continentals-Orchester
1 frankophone Continentals-Gruppe
1 niederländische Continentals (Discipel)
2 englischsprachige Young Continentals
1 englisch-deutsche Continentals-Gruppe
1 englisch-deutsche Young Continental Gruppe
2 englischsprachige Continental Encores
7 niederländische Continental Kids Gruppen
1 deutsche Continental Kids Gruppe

### Ausbildung über das Büro Slowakei
- 1 slowakische Continentals-Gruppe
- 1 slowakische Young Continentals-Gruppe

### Ausbildung über das Büro Italien
- 1 italienische Continentals-Gruppe

### Ausbildung über das Büro Rumänien
- 1 rumänische Continentals-Gruppe

### Ausbildung über das Büro Ungarn
- 1 ungarische Continentals-Gruppe

### Ausbildung über das Büro Großbritannien
- 3 englische Continentals-Gruppen
- 1 englische Young Continentals-Gruppe

## Diskographie
- 2015 „Worship the great I AM“ (Continentals)

„God is my wonderful councelor...“ (Young Continentals)
- 2014 „Connection“ (Continentals)

„Re:Connection“ (Young Continentals)
- 2013 „up to you“ (Continentals)

„Acts 29“ (Young Continentals)
- 2012 „Mercy Matters“ (Continentals)

„All Power“ (Young Continentals)
- 2011 „trails of trust“ (Continentals)

„by your side“ (Young Continentals)
- 2010 „Voices of faith“ (Continentals)

„up with faith“ (Young Continentals)
- 2009 „Salvation = Hope“ (Continentals)

„Signs of Salvation“ (Young Continentals)
- 2008 „NEW BEGINNINGS“ (Continentals)

„Go on“ (Young Continentals)
- 2007 „All over the World - Überall in der Welt“ (Continentals)

„SERIOUS“ (Young Continentals)
- 2006 „Reality check“ (Continentals)

„Dare 2 check“ (Young Continentals)
„Jabulani Africa (Best of)“ (Continentals)
- 2005 „Committed to the call“ (Continentals)

„Committed“ (Young Continentals)
- 2004 „Airborne“ (Continentals)

„Higher Purpose“ (Young Continentals)
„Blessed are the merciful“ (Continentals, Doppel-CD)
- 2003 „The reason of Christmas“ (Continentals)

„XP3“ (Continentals)
„Extreme“ (Young Continentals)
„Power“(Continental Kids)
- 2002„Live it up“ (A Celebration of 35 Years)

„The Reason of Christmas“
The Continental Gospel Choir
- 2001 The Grace Odyssey

Praise & Worship (classics)
Choice (Young Continentals)
- 2000 Testify 2 Truth
- 1999 Mission of Love

Praise his Name (Instrumental)
- 1998 Songs for Kids (Kids)

Give ém Hope (Young)
DAVID (The epoch story of David)
Hop for Europe and beyond
- 1997 Reachin´ out

O Come All Ye Faithfull
- 1996 On the Frontlines . . Faith in Motion
- 1995 Get a Life (Young)

The best of the Continentals--Volume III
- 1994 Dreamer: The epoch story of Joseph
- 1993 Choose right (Young)

Stand up, Move out
- 1992 Yes! Let's Go (A Celebration of 25 Years)
- 1991 Set them free

True Friends (Young)
- 1990 Hold up the light
- 1989 Come bless the Lord with Singing
- 1988 The best of the Continentals--Volume II

The best of the Continentals--Volume I
The reason we Sing
- 1987 Elijah: A young musical about the Power of Prayer
- 1986 All over the World
- 1985 Together we will stand
- 1984 O Come all ye faithful
- 1983 Come love the Lord

Dreamer: What really happened to Joseph
- 1982 Continental Country
- 1981 Come trust the Lord

The sky shall Unfold
- 1980 ...And there was Light
- 1979 Come praise & bless
- 1978 Sing it with Love
- 1977 Come bless the Lord
- 1976 Majesty & Glory
- 1975 I believe in heaven
- 1973 The Apostle
- 1972 It's getting late (For The Great Planet Earth)

Look inside